# Santa Margarida i els Monjos
Santa Margarida i els Monjos (em catalão e oficialmente) ou Santa Margarita y Monjós (em castelhano) é um município da Espanha na comarca de Alt Penedès, província de Barcelona, comunidade autónoma da Catalunha. Tem 17,48 km² de área e em 2021 tinha 7 664 habitantes (densidade: 438,4 hab./km²).

## Demografia
| Variação demográfica do município entre 1991 e 2004[carece de fontes?] | Variação demográfica do município entre 1991 e 2004[carece de fontes?] | Variação demográfica do município entre 1991 e 2004[carece de fontes?] | Variação demográfica do município entre 1991 e 2004[carece de fontes?] |
| ---------------------------------------------------------------------- | ---------------------------------------------------------------------- | ---------------------------------------------------------------------- | ---------------------------------------------------------------------- |
| 1991                                                                   | 1996                                                                   | 2001                                                                   | 2004                                                                   |
| 3917                                                                   | 4230                                                                   | 5042                                                                   | 5701                                                                   |